# Adobe XD
Adobe XD é uma ferramenta de design de experiência do usuário baseada em vetores para aplicativos da web e aplicativos móveis, desenvolvida e publicada pela Adobe Inc. Ele está disponível para macOS e Windows, embora existam versões para iOS e Android para ajudar a visualizar o resultado do trabalho diretamente em dispositivos móveis. O Adobe XD suporta wireframes de sites e criação de protótipos click-through.

## História
A Adobe anunciou pela primeira vez que estava desenvolvendo uma nova ferramenta de design e prototipagem de interface com o nome "Project Comet" na conferência Adobe MAX em outubro de 2015. Isso foi em resposta à crescente popularidade do Sketch, um editor de vetores focado em design de UX e UI lançado em 2010.
A primeira versão beta pública foi lançada para macOS como "Adobe Experience Design CC" para qualquer pessoa com uma conta Adobe em 14 de março de 2016. Uma versão beta do Adobe XD foi lançada para Windows 10 em 13 de dezembro de 2016. Em 18 de outubro de 2017, a Adobe anunciou que o Adobe XD saiu da versão beta.

## Recursos
O Adobe XD cria interfaces de usuário para aplicativos móveis e da web. Muitos recursos do XD eram anteriormente difíceis de usar ou inexistentes em outros aplicativos da Adobe, como Illustrator ou Photoshop.
- Grade de repetição: ajuda a criar uma grade de itens repetidos, como listas e galerias de fotos.
- Protótipo e animação: cria protótipos animados por meio de pranchetas vinculadas. Esses protótipos podem ser visualizados em dispositivos móveis compatíveis.
- Interoperabilidade: o XD oferece suporte e pode abrir arquivos do Illustrator, Photoshop, Photoshop Sketch e After Effects. Além da Adobe Creative Cloud, o XD também pode se conectar a outras ferramentas e serviços, como Slack e Microsoft Teams, para colaborar. O XD também pode se ajustar automaticamente e mover-se suavemente do macOS para o Windows. Por segurança, os protótipos podem ser enviados com proteções de senha para garantir a segurança completa.[6]
- Design de voz: os aplicativos podem ser projetados usando comandos de voz. Além disso, o que os usuários criam para assistentes inteligentes também pode ser visualizado.
- Componentes: os usuários podem criar componentes (anteriormente conhecidos como símbolos) para criar logotipos, botões e outros recursos para reutilização. Sua aparência pode mudar com o contexto em que são usados.
- Redimensionamento responsivo: o redimensionamento responsivo ajusta e dimensiona automaticamente as fotos e outros objetos nas pranchetas. Isso permite que o usuário tenha seu conteúdo ajustado automaticamente para telas diferentes para plataformas de tamanhos diferentes, como telefones celulares e PCs.
- Plug-ins: O XD é compatível com plug-ins personalizados que adicionam recursos e usos adicionais. Os plug-ins variam do design à funcionalidade, automação e animação.

## Alternativas
- Figma